# Station Sole Street
Sole Street is een spoorwegstation van National Rail in Sole Street, Gravesham in Engeland. Het station is eigendom van Network Rail en wordt beheerd door Southeastern. Het station is geopend in 1861.